# Joe Shuster
Joseph „Joe“ Shuster (* 10. Juli 1914 in Toronto, Ontario; † 30. Juli 1992 in Los Angeles) war ein US-amerikanischer Comiczeichner und Miterfinder der Comicfigur Superman.

## Leben
Als Shuster neun Jahre alt war, zog seine Familie nach Cleveland in Ohio, wo er Jerry Siegel traf. Die beiden wurden schnell Freunde und gaben zusammen ihre ersten Science-Fiction-Geschichten heraus. In dieser Zeit verbesserte Shuster auch seine Zeichenfähigkeiten. Er erstellte Zeichnungen für die High School Zeitung The Glenville Torch, die von Jerry Siegel betextet wurden. 1936 begannen er und Siegel für DC Comics zu arbeiten und schufen weitere neue Figuren wie Dr. Occult, Slam Bradley und Radio Squad, bevor sie 1938 die Rechte an Superman für $130 an DC verkauften.
Die Inspiration zur Figur des Superman wurde maßgeblich von Comics wie Roy Cranes Wash Tubbs beeinflusst. Joe Shuster und Jerry Siegel entwarfen 1932 gemeinsam Superman, nachdem sie sich wiederholt an einer Figur namens Funnyman versucht hatten. Das schwindende Augenlicht verkürzte später Shusters Karriere. Allerdings waren Shuster und Siegel zu diesem Zeitpunkt bereits in die amerikanische Popkultur und Geschichte eingegangen. Shuster starb am 30. Juli 1992. Im selben Jahr wurde er in die Will Eisner Award Hall of Fame aufgenommen.
Nach ihm wurden die Joe Shuster Awards benannt, mit welchen die Leistungen auf dem Gebiet der Comics und Graphic Novels ausgezeichnet werden.